# Hal Hoye
Hal Andrew Hoye (* 18. September 1957 in Jacksonville, Florida) ist ein ehemaliger US-amerikanischer Bobsportler.
Hoye besuchte die Franklin High School in Upstate New York und trat dort im Football, Ringen und in der Leichtathletik an. Nach seinem Abschluss wechselte er zum Bobsport. 1983 trat er bei der Weltmeisterschaft in Lake Placid an. Ein Jahr später qualifizierte er sich für die Olympischen Winterspiele in Sarajevo. Mit seinen Teamkollegen Jeff Jost, Joe Briski und Tom Barnes erreichte er im Viererbob den fünften Platz. Bei seinen zweiten Olympischen Winterspielen 1988 in Calgary belegte er mit Brent Rushlaw, Mike Wasko und Bill White Rang vier.
Hoye arbeitete als Polizist im Franklin County, New York.